# Macoumba Kandji
Macoumba Kandji (Dakar, 2 agosto 1985) è un calciatore senegalese, attaccante del Rot-Weiß Westönnen.

## Carriera

### Club
Kandji è nato a Dakar in Senegal ma è cresciuto in Gambia, nel 2003 è emigrato negli Stati Uniti con la sua famiglia. Ha frequentato la East Mecklenburg High School a Charlotte, Carolina del Nord, dove è stato votato come MVP della selezione statale del 2003. In seguito ha giocato con la squadra del Georgia Military College, dove è stato selezionato nella selezione regionale nel 2004 e 2005, segnando 17 reti e fornendo 6 assist durante la stagione 2005.
Nel corso del 2006, Kandji ha giocato con la formazione under-23 degli Atlanta Silverbacks nella USL Premier Development League mettendo a segno una rete ed un assist in 8 partite.
Il suo debutto da professionista è avvenuto nel 2007 quando è passato nella prima squadra degli Atlanta Silverbacks. Nel 2008 è stato mandato in prestito ai New York Red Bulls con una diritto di riscatto fissato a 150.000 dollari. Al termine della stagione la squadra di Atlanta annunciò la sua intenzione di abbandonare momentaneamente le competizioni per risanare le proprie finanze, di conseguenza, per evitare che il giocatore si potesse svincolare come free agent, il presidente cedette il cartellino ai Carolina Railhawks, club del quale deteneva una piccola quota. I Red Bulls, soddisfatti delle prestazioni del giocatore durante il prestito, trattarono con la franchigia della Carolina e si assicurarono il cartellino del giocatore, ufficializzandone l'acquisto il 13 gennaio 2009.
Il 14 settembre 2010 passa ai Colorado Rapids nell'ambito di uno scambio di giocatori tra i due club che ha coinvolto anche il centrocampista Mehdi Ballouchy.
Il 21 novembre 2010, contro Dallas, segna la rete che permette alla squadra del Colorado di vincere per la prima volta la Major League Soccer.

## Palmarès

### Club

#### Competizioni nazionali
- Campionato MLS: 1

Colorado Rapids: 2010
- Campionato finlandese: 1

HJK: 2014
- Coppa di Finlandia: 1

HJK: 2014